# Malejąca krzywa motywacji do pracy
Zasugerowano, aby zintegrować ten artykuł z artykułem  Zawracająca krzywa podaży pracy (dyskusja). Nie opisano powodu propozycji integracji.
Malejąca krzywa motywacji do pracy (ang. backward-sloping (lub: backward bending) supply curve for labour) – skłonność do wybierania przez robotników większej ilości czasu wolnego, niżeli zwiększonego wynagrodzenia.
Obserwacja odnosi się do faktu, że pomimo bodźców płacowych w celu zwiększenia wydajności pracy robotnicy wolą pracować krócej i zarabiać te same pieniądze, niż pracować ciężej lub dłużej za większą płacę, tym samym dążą do maksymalizacji indywidualnego dobrostanu.
Według Maxa Webera zjawisko to stanowi przykład „ekonomicznego tradycjonalizmu”. Przywiązanie do uświęconych tradycji, przyjętych od ojców i przodków form rzemiosła i pracy, jest ważniejsze niż wzmożenie wysiłku i dochodów.
Zjawisko to dostrzeżono we wczesnej epoce kolonialnej. Lokalni robotnicy zatrudniani przez europejskich przedsiębiorców nie byli podatni na bodźce płacowe co wywoływało zaskoczenie (szok kulturowy) pracodawców. Tym samym uznawano, iż cechą tubylców jest wrodzone lenistwo, któremu można zaradzić poprzez utrzymywanie płac na niskim poziomie i wymuszanie przez to cnoty pracowitości.
Badania prowadzone w krajach rozwijających się pozwoliły na rozpoznanie głębszych przyczyn malejącej krzywej motywacji do pracy. Należą do nich: możliwości oszczędzania, inwestowania i awansu społecznego, obowiązki związane z redystrybucją dóbr w rodzinie oraz niechęć do nowych wzorów autorytetu.
Zachodzenie tego zjawiska wymusza uwzględnianie przez pracodawców kontekstu lokalnych instytucji społecznych i politycznych.